# Вик-сюр-Эн (кантон)
Вик-сюр-Эн (фр. Vic-sur-Aisne) — кантон во Франции, находится в регионе О-де-Франс, департамент Эна. Расположен на территории двух округов: двадцать шесть коммун входят в состав округа Лан, двадцать четыре — в состав округа Суассон.

## История
До 2015 года в состав кантона входили коммуны Амблени, Баньё, Берни-Ривьер, Бьёкси, Везапонен, Вик-сюр-Эн, Домьер, Кёвр-э-Вальсери, Кюиси-ан-Альмон, Кютри, Лаверсин, Монтиньи-Лангрен, Морсен, Мортфонтен, Нуврон-Венгре, Оли-Куртий, Пернан, Рессон-ле-Лон, Саконен-э-Брёй, Сен-Бандри, Сен-Кристоф-а-Берри, Сен-Пьер-Эгль, Тартье, Фонтенуа и Эпаньи.
В результате реформы 2015 года   состав кантона был изменен. В него вошли упраздненный кантон Куси-ле-Шато-Офрик.

## Состав кантона с 22 марта 2015 года
В состав кантона входят коммуны (население по данным Национального института статистики за 2018 г.):
- Амблени — население 1 151 чел.
- Баризи-о-Буа — население 736 чел.
- Беме — население 164 чел.
- Берни-Ривьер — население 657 чел.
- Бишанкур — население 1 027 чел.
- Блеранкур — население 1 295 чел.
- Бургиньон-су-Куси — население 105 чел.
- Бьёкси — население 32 чел.
- Вассан — население 145 чел.
- Везапонен — население 121 чел.
- Вернёй-су-Куси — население 128 чел.
- Вик-сюр-Эн — население 1 631 чел.
- Гюни — население 407 чел.
- Домьер — население 290 чел.
- Жюманкур — население 143 чел.
- Камлен — население 453 чел.
- Кенси-Бас — население 59 чел.
- Кёвр-э-Вальсери — население 438 чел.
- Креси-о-Мон — население 338 чел.
- Куси-ла-Виль — население 203 чел.
- Куси-ле-Шато-Офрик — население 1 002 чел.
- Кьерзи-сюр-Уаз — население 415 чел.
- Кютри — население 130 чел.
- Лаверсин — население 161 чел.
- Ландрикур — население 135 чел.
- Лёйи-су-Куси — население 421 чел.
- Маникан — население 302 чел.
- Монтиньи-Лангрен — население 709 чел.
- Морсен — население 455 чел.
- Мортфонтен — население 229 чел.
- Нуврон-Венгре — население 218 чел.
- Одиньикур — население 119 чел.
- Пернан — население 660 чел.
- Пон-Сен-Мар — население 208 чел.
- Рессон-ле-Лон — население 773 чел.
- Саконен-э-Брёй — население 215 чел.
- Селан — население 248 чел.
- Сен-Бандри — население 264 чел.
- Сен-Кристоф-а-Берри — население 445 чел.
- Сент-Обен — население 287 чел.
- Сен-Поль-о-Буа — население 381 чел.
- Сен-Пьер-Эгль — население 332 чел.
- Сетво — население 180 чел.
- Тартье — население 166 чел.
- Троли-Луар — население 598 чел.
- Фоламбре — население 1 388 чел.
- Фонтенуа — население 479 чел.
- Френ-су-Куси — население 163 чел.
- Шан — население 287 чел.
- Эпаньи — население 341 чел.

## Политика
На президентских выборах 2022 г. жители кантона отдали в 1-м туре Марин Ле Пен 42,6 % голосов против 20,1 % у Эмманюэля Макрона и 13,2 % у Жана-Люка Меланшона; во 2-м туре в кантоне победила Ле Пен, получившая 63,5 % голосов. (2017 год. 1 тур: Марин Ле Пен – 38,7 %, Эмманюэль Макрон – 16,5 %, Франсуа Фийон – 15,9 %, Жан-Люк Меланшон – 15,3 %; 2 тур: Ле Пен – 56,9 %. 2012 год. 1 тур: Марин Ле Пен — 28,5 %, Николя Саркози — 24,5 %, Франсуа Олланд — 24,4 %; 2 тур: Олланд — 50,3 %).
С 2021 года кантон в Совете департамента Эна представляют член совета коммуны Пон-Сен-Мар Сара Батонне (Sarah Batonnet) и мэр коммуны Рессон-ле-Лон Николя Реберо (Nicolas Rébérot) (оба — Разные правые).
|                | Кандидаты                     | Партия                   | Первый тур | Первый тур     | Второй тур | Второй тур |
| Кол-во голосов | Кандидаты                     | Партия                   | % голосов  | Кол-во голосов | % голосов  |            |
| -------------- | ----------------------------- | ------------------------ | ---------- | -------------- | ---------- | ---------- |
|                | Сара Батонне Николя Реберо    | Разные правые            | 1 295      | 24,95          | 3 033      | 59,89      |
|                | Сандрин Кайр Флориан Демарк   | Национальное объединение | 1 741      | 33,55          | 2 031      | 40,11      |
|                | Эстель Легран Жан-Люк Моро    | Левый блок               | 1 235      | 23,80          |            |            |
|                | Сандра Ватген Ромюальд Дошель | Прочие                   | 526        | 10,13          |            |            |
|                | Патрик Лаплас Кристель Лефевр | Разные левые             | 1 235      | 23,80          |            |            |

|                | Кандидаты                        | Партия             | Первый тур | Первый тур |
| Кол-во голосов | Кандидаты                        | Партия             | % голосов  |            |
| -------------- | -------------------------------- | ------------------ | ---------- | ---------- |
|                | Мари-Кристин Гийо Ноэль Лекультр | Национальный фронт | 4 235      | 53,81      |
|                | Жан-Клод Дюмон Шанталь Муни      | Левый блок         | 3 636      | 46,19      |

|  | Кандидат      | Партия                    | % голосов |
|  | ------------- | ------------------------- | --------- |
|  | Жан-Люк Моро  | Социалистическая партия   | 54,39     |
|  | Николя Риберо | Союз за народное движение | 45,61     |

|  | Кандидат      | Партия                    | % голосов |
|  | ------------- | ------------------------- | --------- |
|  | Раймон Геннё  | Социалистическая партия   | 50,25     |
|  | Этьен Лагард  | Союз за народное движение | 26,12     |
|  | Натали Фоверг | Национальный фронт        | 23,63     |